# Giglio di Firenze

Il giglio di Firenze

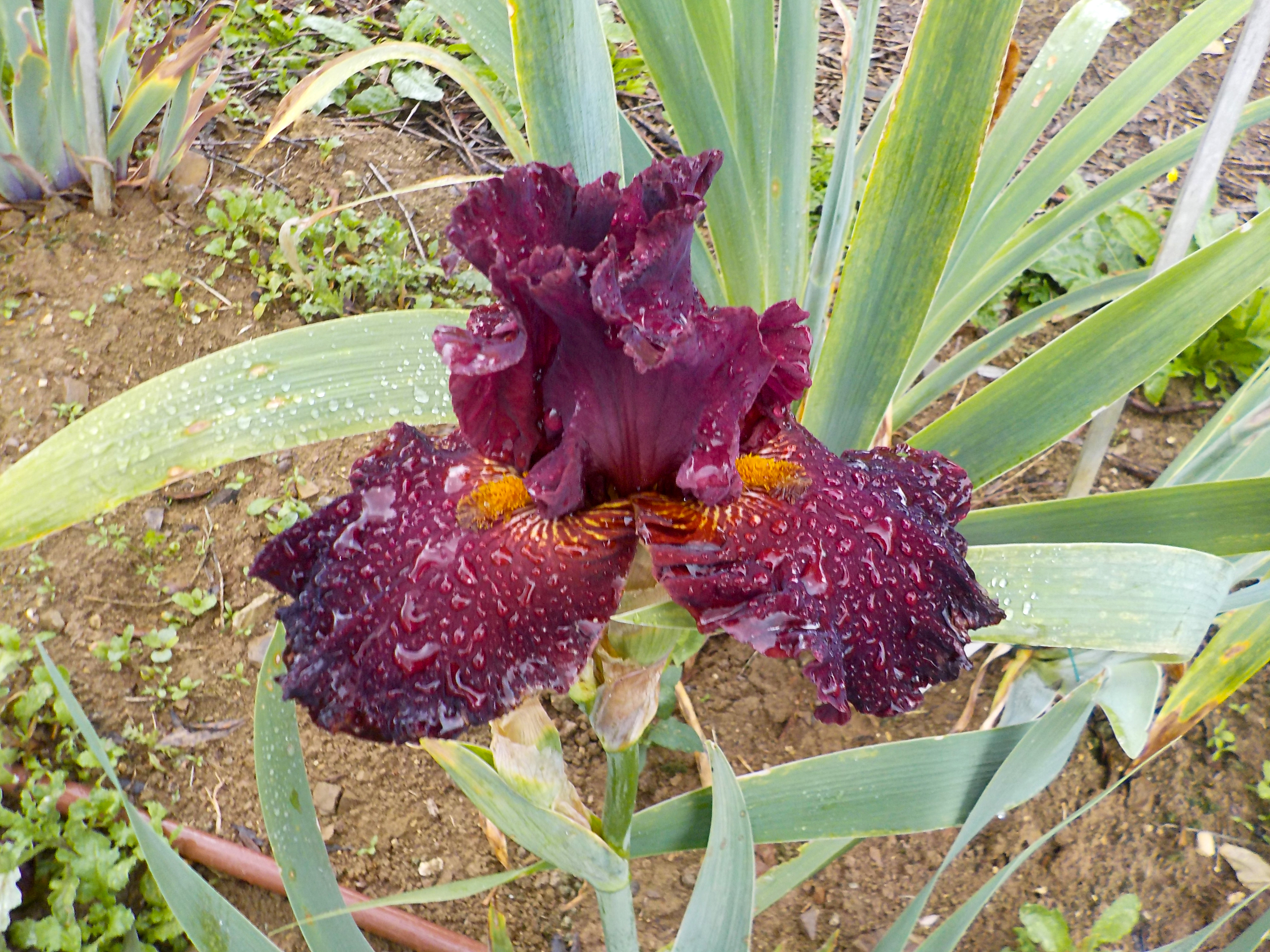
Iris rosso al Concorso per la varietà di fiore più simile a quello dello stemma di Firenze, che si svolge ogni anno a maggio presso il Giardino dell'Iris (Firenze, maggio 2019)

Il giglio di Firenze, anche noto come giglio bottonato (perché i petali passano attraverso un bottone), è un simbolo utilizzato in araldica per indicare il giglio sbocciato (fiore dell'iris simile al lilium). Il giglio di Firenze ha come «caratteristica prima quella di essere disegnato da cinque petali superiori (tre principali e due stami più sottili e bocciolati) e delle ramificazioni inferiori, tutte disposte in modo simmetrico»; esso è inoltre detto gigliato, perché presenta all'estremità dei due petali laterali e degli stami più sottili dei gigli più piccoli.

## Simbolo di Firenze
Il giglio di Firenze è oggi il simbolo della città, lo è stato anche nei tempi remoti ma non si conosce con certezza l'origine. Si suppone che sia la stilizzazione dell'iris (e non di un giglio) dovuto al fatto che nei dintorni di Firenze cresce numerosa e florida la specie Iris germanica var. florentina (giglio di Firenze o giaggiolo bianco). Un'altra teoria vede derivare l'abbinamento della città (Florentia) con il fiore, perché la sua fondazione da parte dei romani avvenne nell'anno 59 a.C., durante le celebrazioni romane per l'avvento della primavera, i festeggiamenti in onore alla dea Flora (Ludi Florales o Floralia, giochi e competizioni pubbliche) che si svolgevano dal 28 aprile al 3 maggio. L'associazione tra i festeggiamenti e il nome venne spontanea come accadde successivamente tra il nome e i fiori numerosi che crescevano intorno.

Inizialmente il giglio di Firenze era d'argento in campo rosso ma nel XIII secolo i Guelfi scelsero il giglio con i colori invertiti per differenziarsi dai Ghibellini e quando, nel 1251, i primi cacciarono i secondi il simbolo di Firenze divenne quello che conosciamo oggi. Ai tempi della Repubblica di Firenze, il giglio era il simbolo della città, talvolta rappresentato su uno scudo retto dalla zampa di un leone (il cosiddetto marzocco).

Giglio di Firenze ghibellino: giglio bianco in campo rosso (è la stilizzazione dell'iris)
Giglio di Firenze guelfo: giglio rosso in campo bianco (è la stilizzazione dell'iris rosso)
Stemma della provincia di Firenze, partito: a sinistra ghibellino, a destra guelfo
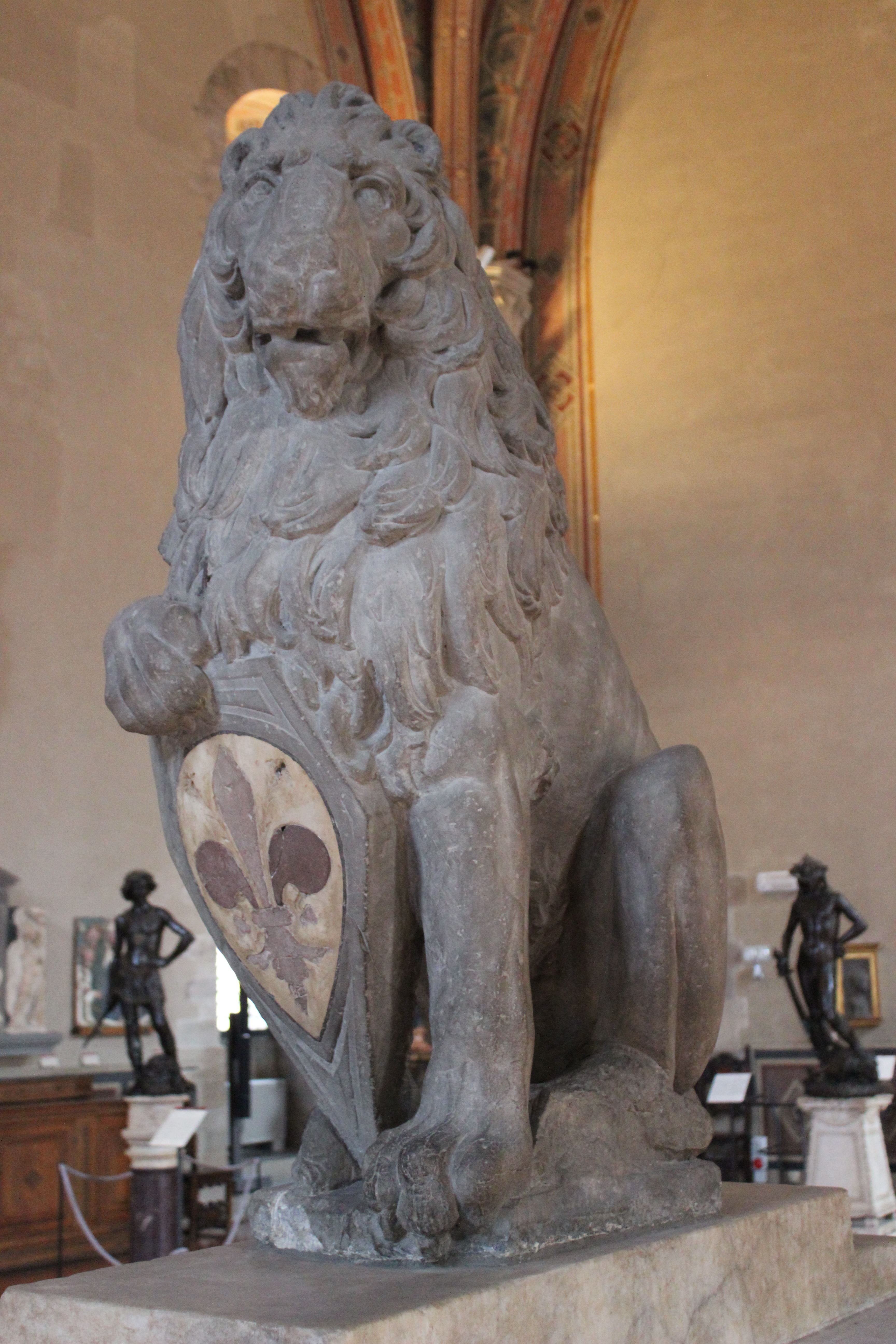
Museo del Bargello. Marzocco, di Donatello.
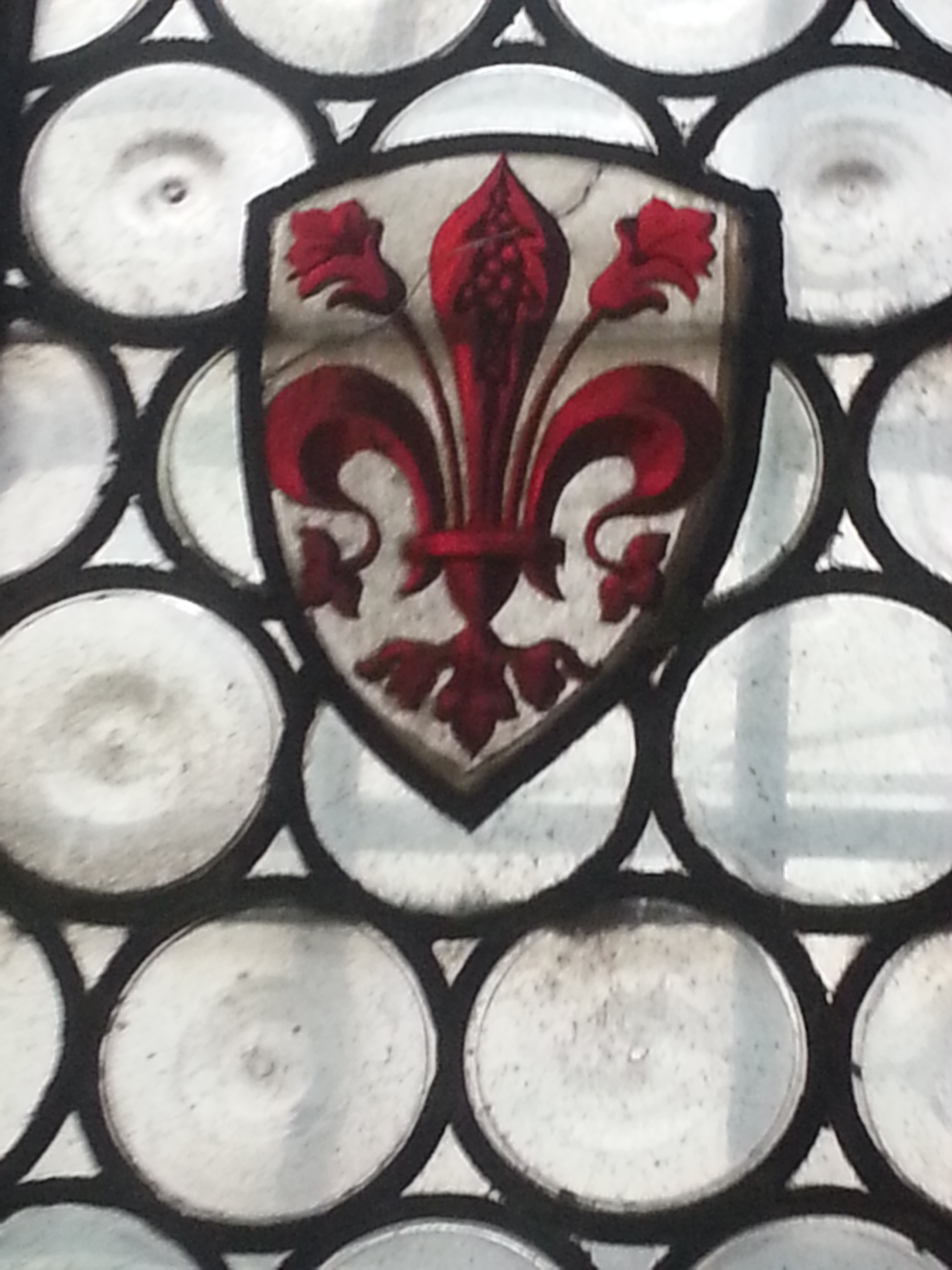
Giglio fiorentino, finestra del Bargello